# Eufemizam
Eufemizam (grč. euphemos = dobar govor; eu = dobar, pheme = govor) figura je kojom se neki izraz zamjenjuje drugim, ali u blažem obliku, zbog bontona, društvenih, religioznih i drugih razloga. Suprotan pojam je disfemizam.

## Primjeri eufemizma
U svakodnevnome govoru:
- Malo je veseo. (pijan je)
- Uvijek obilazi istinu. (laže)

Posebno su česti eufemizmi za smrt:
- On nas je zauvijek napustio.
- Otišao je na vječna lovišta.
- Otišao je na onaj svijet.
- Izdahnuo je.
- Usnuo je vječan san.
- Otišao je na bolje mjesto.
- Više ga nema.
- U ratu: pao je ili poginuo je

## Eufemizmi u poeziji
- Dobriša Cesarić, "Balada iz predgrađa"

A njega nema, i nema, i nema,

I nema ga više...

- Ivo Andrić, "Jadni nemir"

Ipak ima izvjestan red, neki:

jest bijedno živjeti i trudno

čovjeku na ovoj zemlji,

al konačno dođe svakom njegovo

dobro popodne

## Eufemizmi u politici
- "Zapadni Balkan", tzv. "regija" ili Jugosfera